# Pallone Azzurro
Der Pallone Azzurro ist eine Auszeichnung der Federazione Italiana Giuoco Calcio, die von 2012 bis 2016 und seit 2021 dem besten italienischen Fußballspieler eines Kalenderjahres verliehen wurde. Von 2014 bis 2016 wurden auch die beste italienische Fußballspielerin sowie die besten italienischen Futsal- und Beachsoccerspieler ausgezeichnet. Seit Wiedereinführung 2021 wird weiterhin die beste italienische Fußballspielerin, nicht jedoch die besten italienischen Futsal- und Beachsoccerspieler ausgezeichnet. Die jeweilige Wahl wurde und wird von den Mitgliedern des Club Vivo Azzurro, dem offiziellen Fanclub der italienischen Fußballnationalmannschaften, durchgeführt.

## Auszeichnungen nach Jahr

### 2012
Fußball – Männer 

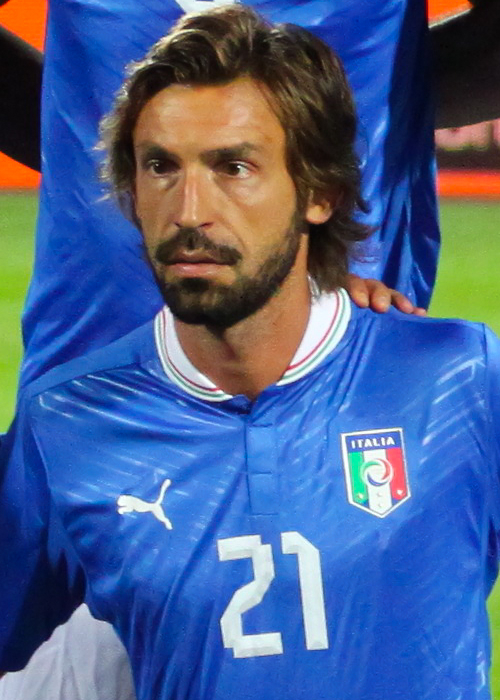
Andrea Pirlo

Für das Jahr 2012 wurde Andrea Pirlo mit 35 % der Stimmen zum besten Fußballer gewählt.
Pirlo spielte seit der Saison 2011/12 bei Juventus Turin und wurde auf Anhieb italienischer Meister, wobei die Mannschaft unter Antonio Conte ohne Niederlage blieb. Zudem erreichte Pirlo mit Juventus das Finale der Coppa Italia, in dem die SSC Neapel mit 2:0 siegreich war, und gewann die Supercoppa gegen Pokalsieger Neapel. Mit der Nationalmannschaft erreichte Pirlo bei der Europameisterschaft den zweiten Platz, nachdem das Finale gegen Spanien mit 0:4 verloren wurde.
Für seine Leistungen wurde Pirlo noch mit weiteren Auszeichnungen geehrt. Er erhielt den Pallone d’Argento der USSI, den Premio Bulgarelli Number 8 der AIC, den Guerin d’Oro der Guerin Sportive und wurde Italiens Fußballer des Jahres. Zudem wurde er in die ESM-Mannschaft des Jahres, das UEFA Team of the Year, das All-Star-Team der Europameisterschaft und in die AIC-Mannschaft des Jahres aufgenommen.
Den zweiten Platz belegte Stephan El Shaarawy mit 18 % der Stimmen. Dritter wurde Daniele De Rossi mit 12 %.

### 2013
Fußball – Männer 

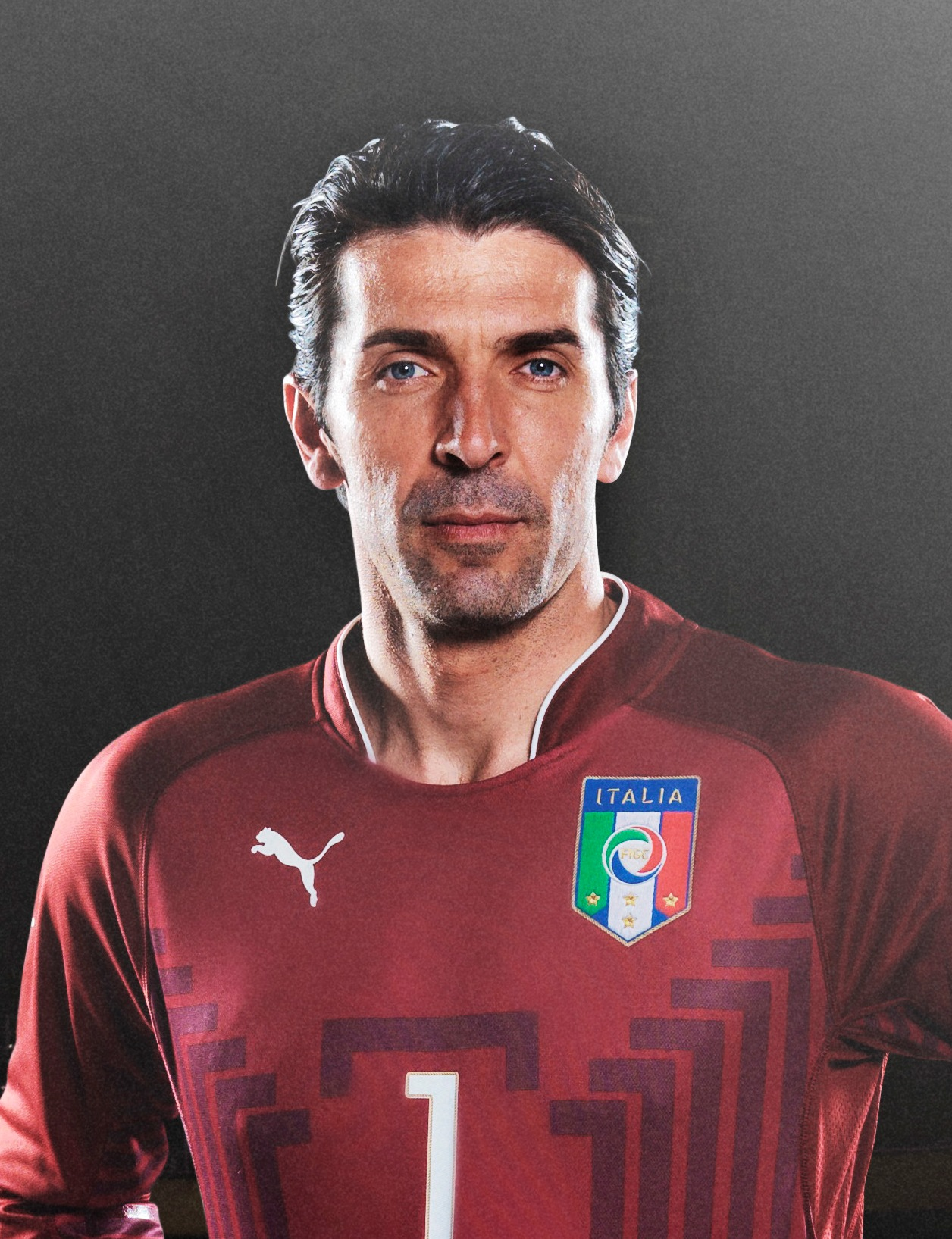
Gianluigi Buffon

Für das Jahr 2013 wurde Gianluigi Buffon mit 35 % der Stimmen zum besten Fußballer gewählt.
Buffon führte seine Mannschaft Juventus Turin in der Saison 2012/13 als Kapitän zum zweiten Meistertitel in Folge. In der Coppa Italia erreichte Juventus das Halbfinale, in dem Lazio Rom die Oberhand behielt, und gewann die Supercoppa gegen Pokalsieger Lazio deutlich mit 4:0. In der Champions League erreichte Juventus das Viertelfinale und unterlag dort dem FC Bayern München. Ebenfalls als Kapitän führte er die Nationalmannschaft beim Konföderationen-Pokal auf den dritten Platz, nachdem Uruguay im Elfmeterschießen bezwungen wurde. Zudem gelang souverän die Qualifikation für die Weltmeisterschaft 2014.
Den zweiten Platz belegte Andrea Pirlo mit 30 % der Stimmen. Dritter wurde Mario Balotelli mit 17 %.

### 2014
Fußball – Männer 

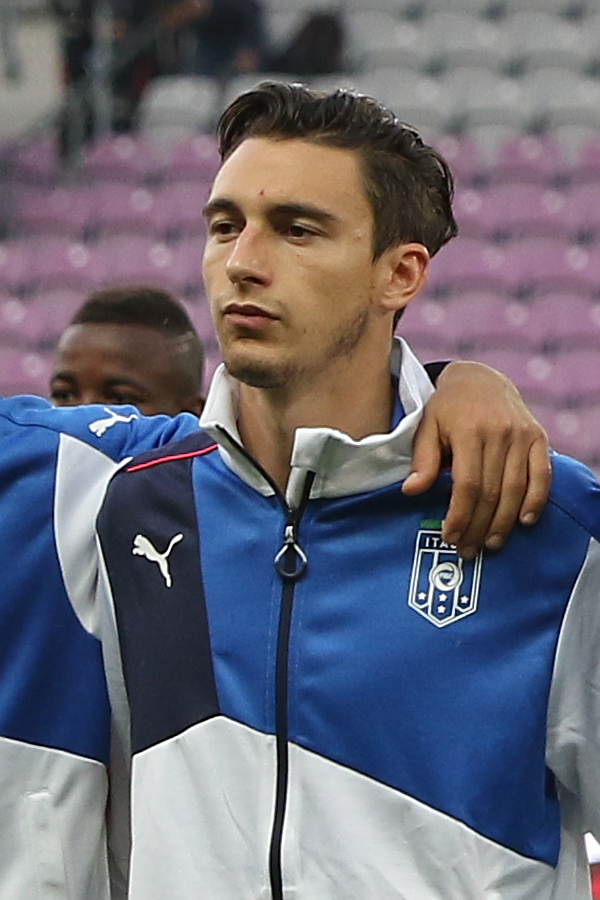
Matteo Darmian

Für das Jahr 2014 wurde Matteo Darmian mit 38 % der Stimmen zum besten Fußballer gewählt.
Darmian absolvierte die Saison 2013/14 für den FC Turin und erreichte mit der Mannschaft den siebten Platz, der aufgrund des Ausschlusses des FC Parma die erste Teilnahme am Europapokal nach 20 Jahren bedeutete. In der Coppa Italia schied der FC Turin in der dritten Runde gegen Delfino Pescara 1936 aus. In der Nationalmannschaft debütierte Darmian im Mai 2014 und nahm an der Weltmeisterschaft teil, wo Italien in der Vorrunde ausschied.
Für seine Leistungen wurde Darmian in die AIC-Mannschaft des Jahres aufgenommen.
Den zweiten Platz belegte Graziano Pellè mit 32 % der Stimmen. Dritter wurde Andrea Pirlo mit 28 %.
Fußball – Frauen
Beste Fußballspielerin wurde Martina Rosucci.
Futsal – Männer
Bester Futsalspieler wurde Gabriel Lima.
Beachsoccer – Männer
Bester Beachsoccerspieler wurde Francesco Corosinti.

### 2015
Fußball – Männer 

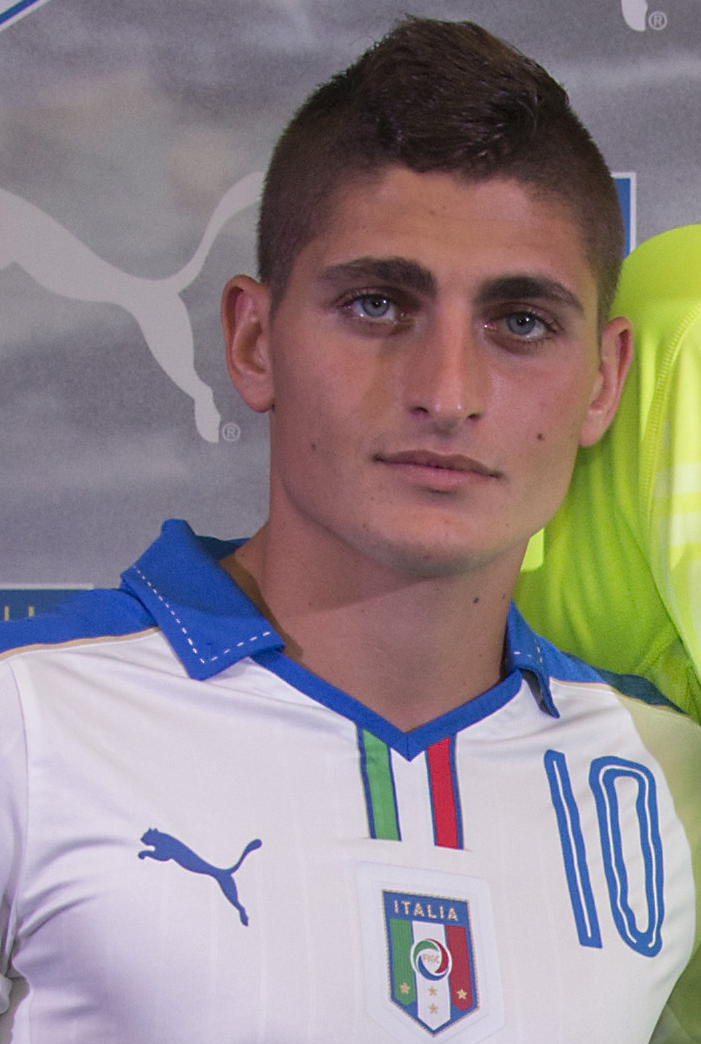
Marco Verratti

Für das Jahr 2015 wurde Marco Verratti mit 29 % der Stimmen zum besten Fußballer gewählt.
Verratti wurde in der Saison 2014/15 mit seiner Mannschaft Paris Saint-Germain das dritte Mal in Folge Französischer Meister. Darüber hinaus erreichte Paris erstmals in seiner Geschichte das Triple, indem auch der Coupe de France (1:0 gegen AJ Auxerre) und der Coupe de la Ligue (4:0 gegen SC Bastia) gewonnen wurden. Dazu kam der Erfolg um die Trophée des Champions, den französischen Supercup, durch einen 2:0-Erfolg gegen Vizemeister Olympique Lyon. In der Champions League schied die Mannschaft im Viertelfinale gegen den FC Barcelona aus. Mit der Nationalmannschaft qualifizierte sich Verratti souverän für die Europameisterschaft 2016.
Im selben Jahr wurde Verratti in die Mannschaft des Jahres der Trophées UNFP du football berufen sowie als bester ausländischer Spieler ausgezeichnet.
Den zweiten Platz belegte Gianluigi Buffon mit 26 % der Stimmen. Dritter wurde Antonio Candreva mit 21 %.
Fußball – Frauen
Beste Fußballspielerin wurde Manuela Giugliano.
Futsal – Männer
Bester Futsalspieler wurde Alex Merlim.
Beachsoccer – Männer
Bester Beachsoccerspieler wurde Simone Del Mestre.

### 2016
Fußball – Männer 

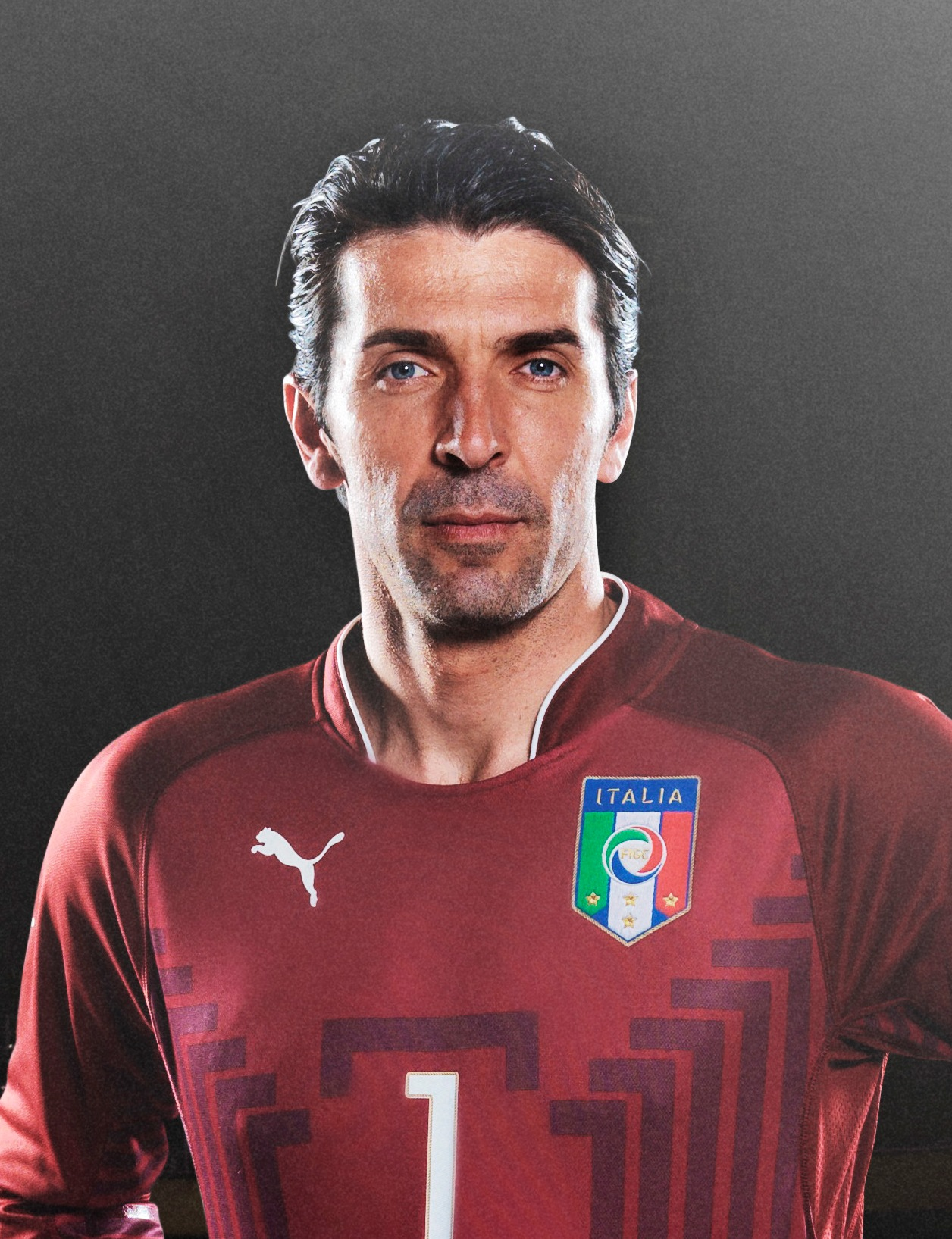
Gianluigi Buffon

Für das Jahr 2016 wurde Gianluigi Buffon mit 37 % der Stimmen zum besten Fußballer gewählt und erhielt somit seine zweite Auszeichnung.
Buffon errang in der Saison 2015/16 als Kapitän mit Juventus Turin den fünften Italienischer Meistertitel in Folge. Zudem gewann Juventus durch ein 1:0 gegen die AC Mailand die Coppa Italia, unterlag demselben Gegner jedoch in der Supercoppa im Elfmeterschießen. In der Champions League schied Juventus im Achtelfinale gegen den FC Bayern München nach Verlängerung aus. Die Nationalmannschaft erreichte mit Buffon als Kapitän bei der Europameisterschaft das Viertelfinale, in dem Deutschland das Elfmeterschießen gewann.
Buffon wurde in die AIC-Mannschaft des Jahres sowie das UEFA Team of the Year aufgenommen. Darüber hinaus erhielt er mit dem Golden Foot des World Champions Club und dem Premio Nazionale Carriera Esemplare „Gaetano Scirea“ zwei Auszeichnungen für die in seiner gesamten Karriere erbrachten Leistungen.
Den zweiten Platz belegte Andrea Belotti mit 25 % der Stimmen. Dritter wurde Leonardo Bonucci mit 10 %.
Fußball – Frauen
Beste Fußballspielerin wurde Melania Gabbiadini.
Futsal – Männer
Bester Futsalspieler wurde Stefano Mammarella.
Beachsoccer – Männer
Bester Beachsoccerspieler wurde Gabriele Gori.

### 2021
Fußball – Männer 

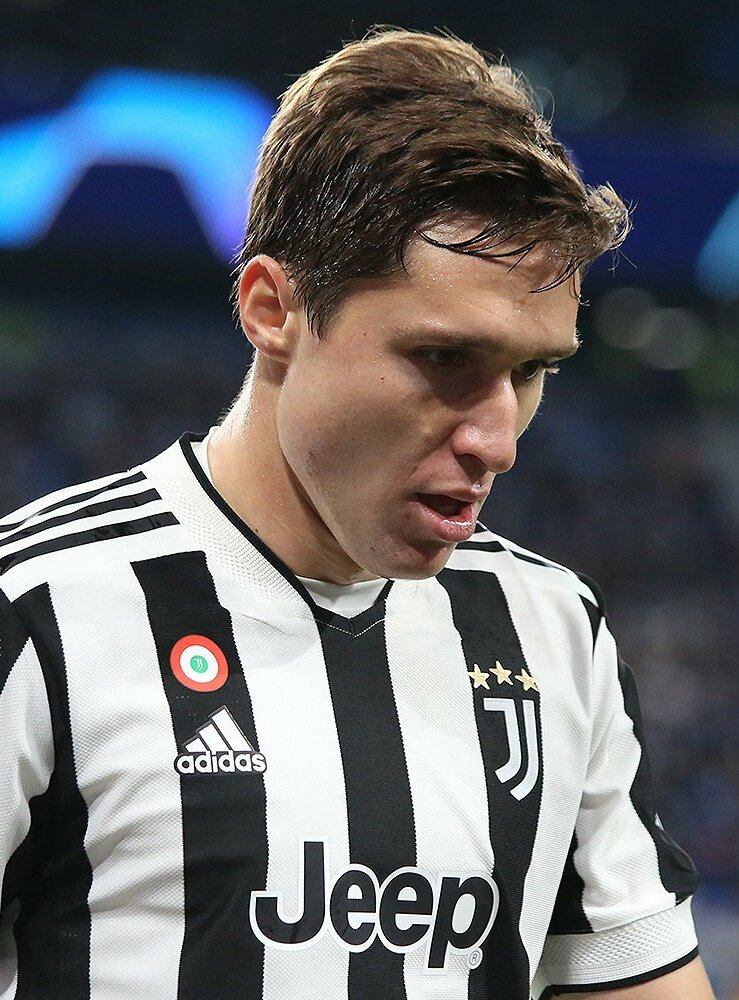
Federico Chiesa

Für das Jahr 2021 wurde Federico Chiesa mit 46 % der Stimmen zum besten Fußballer gewählt.
Chiesa schloss die Saison 2020/21 mit Juventus Turin auf dem vierten Platz ab, sodass die Teilnahme an der Champions League erreicht wurde. Die Coppa Italia gewann Juventus im Finale durch ein 2:1 gegen Atalanta Bergamo bei dem Chiesa das Siegtor erzielte. Mit der Nationalmannschaft wurde Chiesa Europameister bei der kontinental ausgetragenen Europameisterschaft, während derer er zwei Treffer erzielte. Die Nations League schloss Italien als Dritter ab.
Chiesa wurde nach der erfolgreichen Europameisterschaft in das Team des Turniers aufgenommen.
Den zweiten Platz belegte Nicolò Barella mit 20 % der Stimmen. Dritter wurde Leonardo Spinazzola mit 14 %.
Fußball – Frauen
Beste Fußballspielerin wurde Cristiana Girelli.